# Bourke-Liversidge Award
Der Bourke-Liversidge Award ist ein Preis in Physikalischer Chemie (oder chemischer Physik) der Royal Society of Chemistry. Er wurde 2021 zum ersten Mal vergeben und entstand durch eine Zusammenlegung des Bourke Award (Vergabe von 1955 bis 2020) und des Liversidge Award (Vergabe von 1928 bis 2020). Der Bourke Award war ursprünglich die Bourke Lecture der Faraday Society.
Der Bourke-Liversidge Award ist mit 3000 Pfund dotiert (Stand 2021) und mit einer Medaille verbunden. Der Preisträger hält eine Ringvorlesung in Großbritannien. Vorschlagsberechtigt sind Mitglieder der Royal Society of Chemistry. Der Preis wird auch an Ausländer vergeben.
Der Preis ist einerseits nach Oberleutnant John Bourke (1865–1933) benannt, der für die Royal Society of Chemistry stiftete und 1903 ein Gründungsmitglied der Faraday Society war. Er war Arzt, hatte aber auch Chemie studiert und leitete in Indien verschiedene Münzprägeanstalten. Im Ruhestand baute er eine chemische Bibliothek auf und hatte ein gut ausgestattetes Privatlabor, in dem er experimentierte. Die Faraday Society ging später in der Royal Society of Chemistry auf als deren Faraday Division. Der andere Namensgeber ist Archibald Liversidge (1847–1927).

## Preisträger

### Bourke Award (1955–2020)
- 1955 Donald Hornig
- 1956 Jan J. Hermans
- 1957 Arend Joan Rugers, Wilhelm Jost
- 1958 Walter H. Stockmauer, Robert Harold Stokes
- 1959 Robert Gomer, Wladislaw Wladislawowitsch Wojewodski
- 1960 Harold J. Bernstein, Anton Peterlin
- 1961 Harold S. Johnston
- 1962 Manfred Eigen, Joan H. van der Waals
- 1963 Alfonso Maria Liquori, Victor Talrose
- 1964 Stuart A. Rice
- 1965 Heinz Gerischer
- 1966 Charles Sadron, Harden McConnell
- 1967 Dudley R. Herschbach, G. Wilse Robinson
- 1968/69 William Klemperer
- 1970 E. Ulrich Franck
- 1971 H. Wolf
- 1972 Ilya Prigogine
- 1973 Bogdan Baranowski
- 1974 Joshua Jortner
- 1975 George C. Pimentel
- 1976 Pierre-Gilles de Gennes
- 1977 Roy Gerald Gordon
- 1978 Antoni Dymanus
- 1979 Ora Kedem
- 1980 Adriano Zecchina
- 1981 Robin M. Hochstrasser
- 1982 Enrico Clementi
- 1983 Eizi Hirota
- 1984 Vladimir Ponec
- 1985 David Chandler
- 1986 Lucien Monnerie
- 1987 Martin Quack
- 1988 Alexander Pines
- 1989 Donald H. Levy
- 1990 Keiji Morokuma
- 1991 Gerhard Ertl
- 1992 Richard J. Saykally
- 1993 Henk Lekkerkerker
- 1994 Dieter M. Kolb
- 1995 Stephen R. Leone
- 1996 Kenneth C. Showalter
- 1997 Rutger van Santen
- 1998 Terry A. Miller
- 1999 Daan Frenkel
- 2000 Curt Wittig
- 2001 Ewine van Dishoeck
- 2002 David J. Nesbitt
- 2003 David A. Andelman
- 2004 Paul D. Lett
- 2005 Marsha I. Lester
- 2006 Christian Amatore
- 2007 George C. Schatz
- 2008 Ole G. Mouritsen
- 2008/09 Thomas R. Rizzio
- 2009 Gerard J. M. Meijer
- 2010 Michael T. Bowers
- 2011 Mark Ratner
- 2012 Gregory D. Scholes
- 2013 Bert Weckhuysen
- 2014 Ann McDermott
- 2015 Lyndon Emsley
- 2016 Laura Gagliardi
- 2017 Kieron Burke
- 2018 Daniel M. Neumark
- 2019 David Beratan
- 2020 Sharon Hammes-Schiffer

### Liversidge Award (1928–2019)
- 1928 Frederick George Donnan
- 1929 Herbert Freundlich
- 1930 William Arthur Bone
- 1932 Francis William Aston
- 1935 Robert Whytlaw-Gray
- 1936 Friedrich Paneth
- 1939 Cyril Hinshelwood
- 1941 Nevil Sidgwick
- 1943 Samuel Sugden
- 1945 Eric Rideal
- 1946 Harold Urey
- 1948 Linus Pauling
- 1951 Harry Melville
- 1954 Harry Julius Emeléus
- 1955/56 Edgar William Richard Steacie
- 1957/58 Ronald Norrish
- 1959/60 Alfred Ubbelohde
- 1961/62 Cecil Edwin Henry Bawn
- 1963/64 John Stuart Anderson
- 1965/66 Edmund John Bowen
- 1967/68 Ronald Nyholm
- 1969/70 George Porter
- 1971/72 Joseph Chatt
- 1973/74 Ronald P. Bell
- 1975/76 Cyril Clifford Addison
- 1977/78 John Shipley Rowlinson
- 1979/80 Robert Williams
- 1981/82 David W. Turner
- 1983/84 Norman Greenwood
- 1985/86 Ronald Harry Ottewill
- 1987/88 Bernard L. Shaw
- 1989/90 Roger Parsons
- 1991/92 James Johnson Turner
- 1993/94 Richard N. Dixon
- 1995/96 John Anthony Osborn
- 1997/98 David Anthony King
- 1999/00 Peter Edwards
- 2001/02 Ian William Murison Smith
- 2003/04 Robin Clark
- 2005/06 Brian E. Mann
- 2007/08 John Philip Simons
- 2009/10 Richard Catlow
- 2010 David Clary
- 2012 Anthony Legon
- 2014 Michael Ashfold
- 2016 Peter Bruce
- 2017 Warren S. Warren
- 2019 Majed Chergui

### Bourke-Liversidge Award (seit 2021)
- 2021 Sharon Ashbrook
- 2022 Vasilios Stavros
- 2023 Jan Verlet
- 2024 Scott Habershon[1]